# مخشوش (عبس)

تعديل مصدري - تعديل

مخشوش هي إحدى قرى عزلة بني حسن بمديرية عبس التابعة لمحافظة حجة، بلغ تعداد سكانها 249 نسمة حسب تعداد اليمن لعام 2004.